# Doppio 8 mm
Il formato cinematografico doppio 8 mm era derivato da un'unica pellicola a 16 mm.

Utilizzandola su una cinepresa 8 mm, solo metà della larghezza veniva impressa dall'immagine. Una volta terminata bastava girare la pellicola in cinepresa per imprimere anche la seconda metà. Alla fine della ripresa, durante il processo di sviluppo, la pellicola veniva tagliata longitudinalmente e le due code venivano unite formando un'unica lunga pellicola da 8 mm. Lo stesso criterio è stato poi utilizzato per il doppio super 8.
Il formato doppio 8 mm è tuttora disponibile (2011) nell'era digitale. Lo sviluppo, il taglio e l'unione possono essere fatti ancora o artigianalmente o presso laboratori professionali in Germania e in America, che vendono e sviluppano tutti i tipi di pellicola, come il 16 mm o 35 mm.